# Liste der Steinkreuze in der Stadt Fürth
In dieser Liste der Steinkreuze in der Stadt Fürth sind die Steinkreuze (Sühnekreuze, Kreuzsteine etc.) in der Stadt Fürth in Mittelfranken, Bayern aufgelistet. Diese Liste erhebt keinen Anspruch auf Vollständigkeit.
| Gemeinde, Ortsteil    | Lage                            | Objekt                     | Beschreibung                                                     | Akten-Nr.       | Bild                              |
| --------------------- | ------------------------------- | -------------------------- | ---------------------------------------------------------------- | --------------- | --------------------------------- |
| Fürth, Poppenreuth    | Kreuzsteinweg (Standort)        | Steinkreuz, neben Ruhstein | Sandstein, mit gestuften Armstützen, vermutlich 16. Jahrhundert. | D-5-63-000-1539 | weitere Bilder \| Fotos hochladen |
| Fürth, Stadeln        | Theodor-Heuss-Straße (Standort) | Steinkreuz                 | Sandstein, Arme stark abgewittert, vielleicht 16. Jahrhundert.   | D-5-63-000-1644 | weitere Bilder \| Fotos hochladen |
| Fürth, Unterfarrnbach | Am Kieselbühl (Standort)        | Steinkreuz                 | Sandstein, wohl Ende 16. Jahrhundert.                            | D-5-63-000-1645 | weitere Bilder \| Fotos hochladen |